# Kotschubejiwka (Beryslaw)
Kotschubejiwka (ukrainisch Кочубеївка; russisch Кочубеевка/Kotschubejewka) ist ein Dorf im Süden der Ukraine, etwa 106 Kilometer nördlich der Oblasthauptstadt Cherson gelegen.
Der Ort entstand 1873 als Siedlung Nr. 8 als Kotschubejewka bzw. später mit dem deutschen Namen Tiege als Teil der Kolonie Kronau bzw. Sagradowka. Der ukrainische Name leitet sich vom damaligen Grundbesitzer Kotschubej ab.
Im Verlauf des russischen Überfalls auf die Ukraine wurde der Ort im März 2022 durch russische Truppen besetzt, am 31. März 2022 wurde er wieder durch ukrainische Truppen zurückerobert.

## Verwaltungsgliederung
Am 23. Juli 2015 wurde das Dorf zum Zentrum der neugegründeten Landgemeinde Kotschubejiwka (Кочубеївська сільська громада/Kotschubejiwska silska hromada). Zu dieser zählen auch noch die 13 in der untenstehenden Tabelle aufgelisteten Dörfer, bis dahin bildete es zusammen mit den Dörfern Mykilske und Switliwka die gleichnamige Landratsgemeinde Kotschubejiwka (Кочубеївська сільська рада/Kotschubejiwska silska rada) im Westen des Rajons Wyssokopillja.
Seit dem 17. Juli 2020 ist sie ein Teil des Rajons Beryslaw.
Folgende Orte sind neben dem Hauptort Kotschubejiwka Teil der Gemeinde:
| Name                     | Name          | Name                                |
| ukrainisch transkribiert | ukrainisch    | russisch                            |
| ------------------------ | ------------- | ----------------------------------- |
| Kamjanka                 | Кам’янка      | Каменка (Kamenka)                   |
| Krasniwka                | Краснівка     | Красновка (Krasnowka)               |
| Mykilske                 | Микільське    | Никольское (Nikolskoje)             |
| Natalyne                 | Наталине      | Наталино (Natalino)                 |
| Nowa Schestirnja         | Нова Шестірня | Новая Шестерня (Nowaja Schesternja) |
| Nowobratske              | Новобратське  | Новобратское (Nowobratskoje)        |
| Orlowe                   | Орлове        | Орлово (Orlowo)                     |
| Pryhirja                 | Пригір’я      | Пригорье (Prigorje)                 |
| Riwnopillja              | Рівнопілля    | Ровнополье (Rownopolje)             |
| Rosiwka                  | Розівка       | Розовка (Rosowka)                   |
| Sahradiwka               | Заградівка    | Заградовка (Sagradowka)             |
| Switliwka                | Світлівка     | Светловка (Swetlowka)               |
| Swodobne                 | Свободне      | Свободное (Swobodnoje)              |